# 抗日老兵
抗日老兵（こうにちろうへい）とは、太平洋戦争でのビルマの戦いに参加した国民革命軍の生存者である。
1942年日本軍のビルマ占領により遮断された援蒋ルートの奪還を目的として、中国国民党軍が連合国軍に合流し雲南省、ビルマ北部に20万の遠征軍を重慶から派兵した。インドで連合国軍による訓練を受け、雲南省からビルマに進出し10万名もの戦死者を出した。
日本の降伏により、戦後、国共内戦で満洲に派兵されたが長春で敗退、多くの逃亡者や人民解放軍への寝返り者を出した。1949年の中華人民共和国の成立により、国民党軍は台湾に撤退したが、多くの兵士が本土に残留し、朝鮮戦争や文化大革命期に弾圧を受ける。現在も、雲南省、ミャンマーに残留している者もいる。
元兵士らは高齢化が進んでいるが、中国のために戦闘を行ったにもかかわらず、中国政府からの補償を受けられず、また学校教育でも遠征軍の史実は抹消されていたが、ここ数年、中国政府が進める「愛国教育」キャンペーンにより、中国本土の抗日戦争博物館やマスコミなどで取り上げられ始め、名誉回復が成されている。 
現在、「関愛老兵」と呼ばれるボランティア団体が、生存者の調査、支援を行っている。